# Сирохи (княжество)
Княжество Сирохи (хинди सिरोही रियासत) — туземное княжество Британской империи (современный штат Раджастхан, Индия). Государство было основано в 1311 году и просуществовало шесть столетий до своей мирной ликвидации в 1949 году, когда оно слилось со штатом Бомбей.

## География
Княжество Сирохи находилось в Агентстве Раджпутана. Его площадь составляла 1964 квадратных мили (5090 км2). Территория была сильно расчленена холмами и скалистыми хребтами. Хребет Аравали разделял княжество на две части, протянувшиеся с северо-востока на юго-запад. Южная и юго-восточная часть территории гористая и изрезанная, с высокой горой Абу, изолированным массивом гранитных скал, завершающимся группой холмов, охватывающих несколько долин, окруженных скалистыми хребтами, похожими на большие впадины. По обе стороны Аравали княжество пересекали многочисленные водные каналы, которые в разгар сезона дождей протекают с большой силой и объемом, но большую часть года остаются сухими. Единственная река, имеющая хоть какое-то значение, — Западный Банас.
В одиннадцатом издании «Британской энциклопедии» 1911 года сообщалось, что большая часть княжества покрыта густыми джунглями, в которых обитают дикие животные, включая тигра, медведя и леопарда, и что климат в целом сухой (на юге и востоке обычно бывает довольно много дождей).
В XIX веке была построена железная дорога Раджпутана. Он пересекла княжество, и станция была построена на Абу-Роуд, в 28 милях (45 км) к югу от города Сирохи.
В 1901 году население княжества составляло 154 544 человека, показав снижение на 17 % за десятилетие, вызванное результатами голода. Валовой доход составил 28 000 фунтов стерлингов, дань британскому колониальному правительству — 450 фунтов стерлингов. Население города Сирохи составляло 5651 человек, и его основным бизнесом было производство клинков и другого оружия.

## История
Государство Сирохи было основано в 1311 году Лумбхой, который завоевал область, которая позже образовала государство. В 1311 году тогдашний правитель Шивабхан основал столицу государства в Шивпури, в 3 километрах к востоку от современного города Сирохи. В 1425 году Рао Саин мал построил город Сирохи, а позже стал столицей государства.
В первые годы XIX века Сирохи сильно пострадал от войн с Джодхпуром и горными племенами этого района. В 1817 году была испрошена защита англичан; претензии Джодхпура на сюзеренитет над Сирохи были отвергнуты, и в 1823 году был заключен договор с британским правительством. Сирохи стал самоуправляющимся княжеским государством в Британской Индии и частью агентства Раджпутана.
За заслуги, оказанные во время сипайского восстания 1857 года, Рао получил прощение в размере половины своей дани. Рао Кешри Сингх (правил в 1875—1920 годах) и его преемники получили титул Махарао (эквивалент Махараджи) в 1889 году.
Когда Индия стала независимой в 1947 году, не было немедленного консенсуса относительно того, следует ли объединить княжество Сирохи с новыми штатами Бомбей или Раджастхан. Первоначально территория княжества Сирохи была объединена со штатом Бомбей в 1949 году, но была передана штату Раджастхан в 1950 году.

## Список правителей государства Сирохи
- Рао
- * 1697 – 1705: Дурджан Сингх (? - 1705), сын Раджи Сахибана Удая Сингха. Захватил власть, свергнув своего двоюродного брата.
- * 1705 – 1749: Умайд Сингх I (Ман Сингх II) (ок. 1685 – 1749), сын предыдущего
- * 1749 – 1773: Притхви Сингх (? - 1773), старший сын предыдущего
- * 1773 – 1781: Такхат Сингх (? - 1781), единственный сын предыдущего
- * 1773 – 1781: Джагат Сингх – регент (? - 1782), младший сын Умайда Сингха I, дядя предыдущего
- * 1781 – 1782: Джагат Сингх (? - 1782), младший сын Умайда Сингха I
- * 1782 – 1808: Верисальджи II (Баири Сал II) (1760-1808), старший сын предыдущего
- * 1808 – 11 января 1847: Удайбхан Сингх (? - 1847), старший сын предыдущего
- * 1819 – 11 января 1847: Шео Сингх – регент (? - 8 декабря 1862), третий и младший сын Верисальджи Сингха
- * 11 января 1847 – 8 декабря 1862: Шео Сингх (? - 8 декабря 1862), дядя и преемник Удайбхана Сингха
- * ноябрь 1861 – 8 декабря 1862: Умайд Сингх - регент (1833 - 16 сентября 1875), второй сын предыдущего
- * 8 декабря 1862 – 16 сентября 1875: Умайд Сингх II (1833 - 16 сентября 1875), сын и преемник Шео Сингха
- * 16 сентября 1875 – 1 июля 1889: Кешри Сингх (20 июня 1857 – 15 января 1925), единственный сын предыдущего.
- Махарао
- * 1 июля 1889 – 29 апреля 1920: Кешри Сингх (20 июня 1857 - 15 января 1925), единственный сын Умайда II, с 1 января 1895 года - сэр Кешри Сингх
- * 29 апреля 1920 – 23 января 1946: Сапур Рам Сингх (27 сентября 1888 - 23 января 1946), второй сын предыдущего. С 3 июня 1924 года - сэр Сапур Рам Сингх.
- * 5 мая 1946 – 15 августа 1947: Тедж Рам Сингх (3 октября 1943 - 21 января 2016), приёмный сын предыдущего
- * 5 мая 1946 – 15 августа 1947: Махарани Кришна (? - 1979), регентша княжества.
- Титулярные махарао
- * 15 августа 1947 - 7 октября 1950: Тедж Рам Сингх (3 октября 1943 - 21 января 2016), приёмный сын Сапура Рама Сингха
- * 7 октября 1950 - 7 апреля 1998: Абхай Сингх (28 сентября 1915 - 7 апреля 1998), старший сын махараджи Мана Сингха из Манадара и Джогапуры от его второй жены Рани Шри Гопал Кунверба.
- * 7 апреля 1998 - настоящее время: Рагхубир Сингх (род. 28 января 1943), старший сын предыдущего.

## Система доходов
Традиционная практика сбора доходов состояла из бхог батаи и халбанди. Бхог Батаи, более распространенная практика, состояла в прямом сборе государством части собранной продукции. В некоторых районах княжества использовался халбанди, в соответствии с которым на орудия, используемые фермерами, был наложен денежный налог. В 1904 году была введена новая система сбора доходов, которая состояла из сбора доходов на основе средней урожайности обрабатываемой площади в качестве критерия оплаты. С точки зрения государства, новая система доходов была в значительной степени успешной, что привело к значительному увеличению государственных доходов.